# 汐止交流道
汐止交流道為臺灣國道一號的交流道，位於新北市汐止區，里程指標為10.5k，可連結汐止貨櫃車專用道（原臺5乙線）通往五堵。
2022年11月1日早上11點，南下出口集散道發生走山事故導致無法通行。
2023年10月30日下午4點，汐止交流道增設康寧街南入匝道開放通車。
|  | 10 汐止 |  | 汐止 |

## 鄰近公路
- 台5線
- 台5甲線
- 北29線

## 外部連結
- 國道一號汐止交流道、汐止系統交流道、汐五高架汐止端示意圖 （页面存档备份，存于）（交通部高速公路局）